# Sandwell District
Sandwell District est un label discographique anglo-américain et collectif international de DJ techno, actif entre 2002 et 2011. Durant son existence, il est composé de Karl O'Connor (alias Regis) et Peter Sutton (alias Female), rejoints par la suite par Dave Sumner (alias Function) et Juan Mendez (alias Silent Servant). Les deux premiers formaient auparavant le collectif Downwards. Sandwell District publie peu de titres, préférant généralement se produire en live.

## Histoire
Karl O'Connor et Dave Sumner se rencontrent en 1996 à l'occasion d'une tournée de O'Connor aux États-Unis. Dans les années 1990, le duo fait des allers-retours entre New York et Birmingham, et collabore sur des titres qui paraissent sur Downwards, sous le nom de Portion Reform. Sumner finit par déménager à Birmingham, mais l'aventure ne marche que quelques mois ; il part ensuite pour Berlin, où il vivra 14 ans. Sandwell District naît véritablement en 2002, comme une branche de Downwards fondée par O'Connor et Peter Sutton. Le nom du groupe est une référence à un quartier des Midlands. La première année le groupe ne sortira que deux titres. En 2004 il connaît une nouvelle jeunesse, quand Sumner et O'Connor se retrouvent autour de productions qui les inspirent tous les deux, comme le titre Elephant Island de Sleeparchive. 
En 2005 le label sort deux titres de Peter Sutton. En parallèle, O'Connor reprend contact avec Juan Mendez, et s'intéresse à ses productions. Ils finiront par produire un premier titre, Juan Mendez adoptant alors le pseudo Silent Servant. Les membres de Sandwell District se séparent en 2011.

## Discographie
- 2010 : Feed-Forward
- 2025 : End Beginnings
- 2024 : Where Next?